# The second brightest star
The second brightest star is het elfde studioalbum van de Engelse progressieve-rockband Big Big Train. Het album werd op 23 juni 2017 uitgebracht, slechts twee maanden na Grimspound,  als laatste deel van de reeks van uitgaven die begon met Wassail (2015).

## Productie
Het album bevat materiaal dat afkomstig was van de opnames van Folklore (2016) en Grimspound (2017), aangevuld met zes nieuwe nummers. De opnames vonden plaats in verschillende studio's.

## Ontvangst
Dave Smith van Background Magazine was onder de indruk van het album dat slechts een korte tijd na Grimspound verscheen. Volgens hem wordt het album geleid door pianomuziek en komt gitaarwerk pas tegen het einde. Hij omschreef het album als "[c]locking in at just under forty minutes it is a nice little album on its own considering it is meant to be a companion. It has a more lazy feel to it."
Dutch Progressive Rock Pages recenseerde het album tweemaal. Beide recensenten waren zeer te spreken over het werk dat Patrick McAfee "a pretty mellow affair" met "a consistent flow that keeps the tracklisting from feeling in any way, like a collection of leftovers" noemde. Bryan Morey plaatste kanttekeningen bij het toevoegen van eerdere nummers die wat hem betreft beter op hun plaats zouden zijn bij een "full power album" als English electric full power (2013).

## Musici
- Nick D'Virgilio – drums, zang
- Dave Gregory - gitaar
- Rikard Sjöblom – gitaar, toetsen (The second brightest star), zang
- Danny Manners – toetsinstrumenten, contrabas
- Rachel Hall – viool, altviool, cello, zang
- Andy Poole – gitaar, toetsen, zang
- David Longdon – zang, dwarsfluit, keyboard, gitaar
- Greg Spawton – basgitaar, baspedalen, zang

## Muziek
| Nr. | Titel                     | Duur  |
| --- | ------------------------- | ----- |
| 1.  | The second brightest star | 7:18  |
| 2.  | Haymaking                 | 3:24  |
| 3.  | Skylon                    | 6:44  |
| 4.  | London stone              | 2:01  |
| 5.  | The passing widow         | 5:34  |
| 6.  | The leaden stour          | 7:19  |
| 7.  | Terra Australis Incognita | 4:20  |
| 8.  | Brooklands sequence       | 17:33 |
| 9.  | London plane sequence     | 13:17 |
| 10. | The gentlemen's reprise   | 3:02  |